# Fútbol Club Badalona Women
El Fútbol Club Badalona Women es un club de fútbol español de la ciudad de Badalona (Barcelona), fundado en 1983. Su equipo masculino militaba en el Grupo 11 de Tercera Catalana. Además posee un equipo femenino, que la temporada 2012-13 debutó en Primera División, máximo nivel del fútbol femenino en España.
En 2025 el equipo femenino milita en la máxima categoría del fútbol femenino en la Primera división Femenina después de haber logrado durante tres años consecutivos subir de categorías hasta llegar a la presente.

## Historia
El club fue fundado el verano de 1983 con la fusión de dos clubes del barrio de Las Planas de Sant Joan Despí: la UP Bética y el Rayo Planense, que a su vez se había creado de la unión del U. D. Planense con el Rayo Las Planas. Empezó a competir la temporada 1983/84 en la liga de Tercera Regional. Aunque nunca ha pasado de categoría regional, sus mayores éxitos los alcanzó a principios de los años 1990, cuando militó en Primera Catalana, quedando a las puertas de ascender a categoría nacional (Tercera División).

### Fútbol femenino
La sección de fútbol femenino del F. C. Levante Las Planas fue creada en 1998. Desde finales de los años 2000 el club ha centrado la mayor parte de sus esfuerzos en potenciar su equipo femenino, logrando sus frutos la temporada 2011-12, con el ascenso a la Primera División Femenina, la máxima categoría de la liga femenina en España. En la temporada 2013/2014 volvió a militar por segundo año consecutivo en la máxima categoría de la liga femenina. Tras descender, volvió a militar en la máxima categoría en la temporada 2022-23. En la temporada 2023-24 casi descendieron pero se salvaron en las últimas jornadas de la liga. 

### Traslado del club
De cara a la temporada 2024-25, anunciaron que se trasladaban a Badalona para jugar allí, cambiando de nombre de FC Levante Las Planas Sant Joan Despí a F. C. Levante Badalona. Posteriormente, en 2025 el equipo es renombrado a Fútbol Club Badalona Women.

## Histórico de temporadas
| Temporada | División                 | Pos. | Copa de la Reina |
| --------- | ------------------------ | ---- | ---------------- |
| 2007–08   | Regional                 | 1.º  |                  |
| 2008–09   | Segunda (Gr. 3)          | 13.º |                  |
| 2009–10   | Regional                 | 1.º  |                  |
| 2010–11   | Segunda (Gr. 3)          | 3.º  |                  |
| 2011–12   | Segunda (Gr. 3)          | 1.º  |                  |
| 2012–13   | Primera                  | 11.º |                  |
| 2013–14   | Primera                  | 16.º |                  |
| 2014–15   | Segunda (Gr. 3)          | 1.º  |                  |
| 2015–16   | Segunda (Gr. 3)          | 3.º  |                  |
| 2016–17   | Segunda (Gr. 3)          | 11.º |                  |
| 2017–18   | Segunda (Gr. 3)          | 12.º |                  |
| 2018–19   | Preferente Catalana      | 1.º  |                  |
| 2019–20   | Primera Nacional (Gr. 3) | 4.º  |                  |
| 2020–21   | Primera Nacional (Gr. 3) | 1.º  |                  |
| 2021–22   | Segunda (Gr. Norte)      | 1.º  | 1.ª ronda        |
| 2022–23   | Liga F                   | 11.º | 2.ª ronda        |
| 2023–24   | Liga F                   | 13.º | Octavos de final |
| 2024–25   | Liga F                   | 13.º | Octavos de final |
| 2025–26   | Liga F                   |      |                  |